# NGC 1316

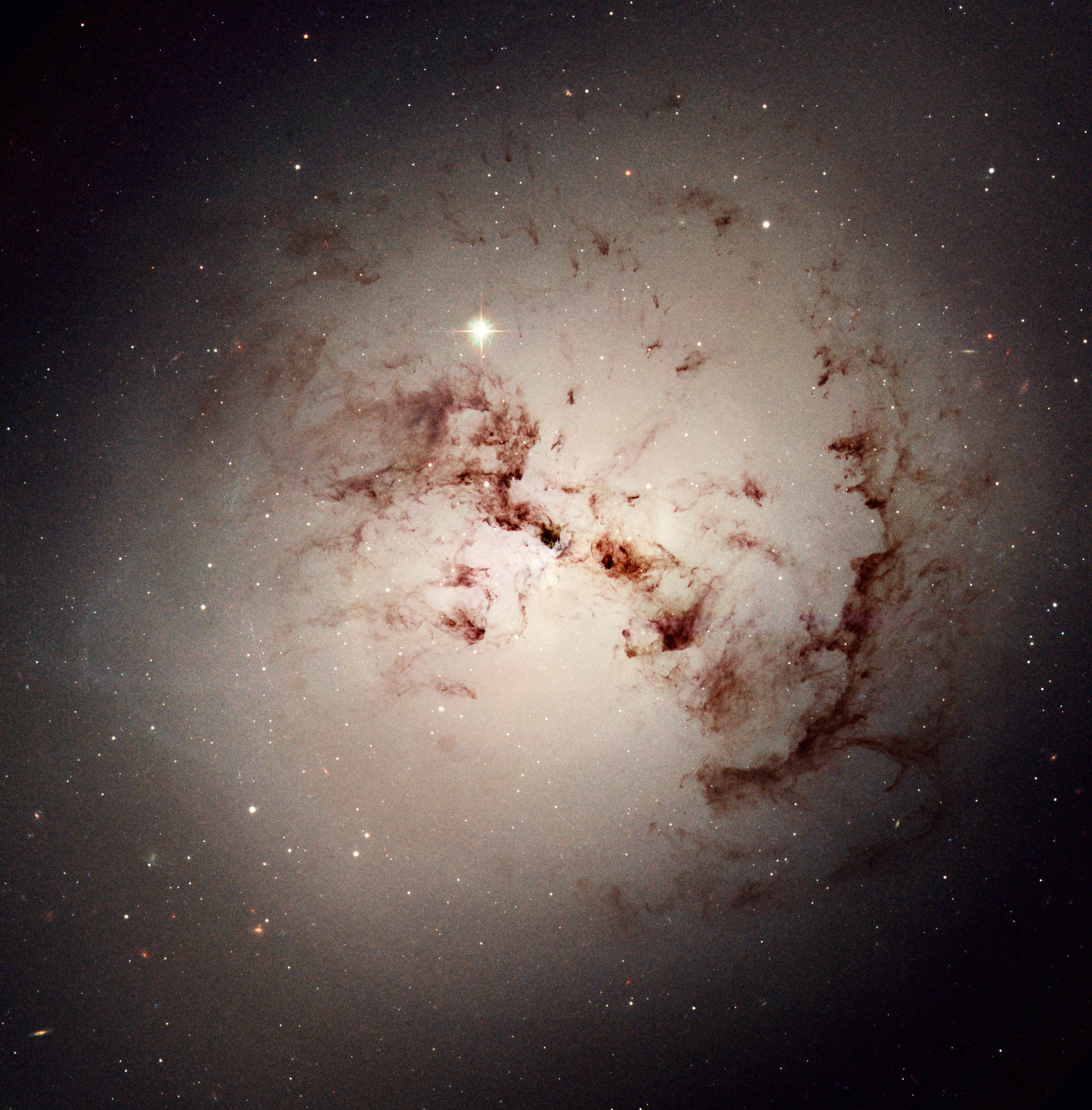
NGC 1316

NGC 1316 (cunoscută și sub denumirea Fornax A) este o galaxie aflată la aproximativ 60 de milioane de ani lumină în constelația Fornax, ce face parte din Roiul de galaxii din Cuptorul.  NGC 1316 este o radiogalaxie, fiind cea mai puternică sursă de semnal radio din constelație și a patra cea mai puternică sursă radio în frecvența de 1400 MHz de pe întreg cerul. 
Puternicele emisii radio sunt atribuite de astronomi cantității uriașe de materie atrasă de imensa gaură neagră din centrul galaxiei. O serie de indicii sugerează că NGC 1316 a anexat mai multe galaxii în trecut, posibil o galaxie spirală  în urmă cu aproximativ 3 miliarde de ani. 